# 金斯頓 (阿肯色州麥迪遜縣)
金斯頓（英語：Kingston）是位於美國阿肯色州麥迪遜縣的一個非建制地區。該地的面積和人口皆未知。

## 地理
金斯頓的座標為36°03′02″N 93°31′07″W / 36.05056°N 93.51861°W，而該地的平均海拔高度為416米（即1365英尺）。